# 潘奇比比烏帕齊拉
潘奇比比乌帕齐拉是孟加拉国焦伊布爾哈德縣的一个乌帕齐拉，位於拉傑沙希专区的焦伊布爾哈德縣。。

## 人口
據1991年孟加拉國人口普查，潘奇比比共有戶數38,555戶，人口193365人。其中男性佔比51.06%，女性佔比48.94%；成年人口99,108人。該地7歲以上人口之平均識字率為30.6%，低於全國平均值（32.4%）。